# Йоас
Йоас (Йоаш)(івр. יוֹאָשׁ, יְהוֹאָש) ‎ — 13-й цар ізраїльський, син Єгоахаза; царював 16 років (2 Цар. 13:10).

## Життєпис
Хоча він почитав пророка Єлисея, кончину якого гірко оплакав, але загалом тримався політики Єровоама і підтримував ідолопоклонство. Відома його перемога над юдейським царем Амасією, якого він взяв у полон (4 Цар., гл. XIII, XIV та XVI).
Звільнився від ярма Арама під час Бен Хадад, сина Хазаїла і переміг Арам у трьох війнах. Йоаш повертає Ізраїлю всі міста, які взяв Хазіель у його батька Єгоахаза. Після того як Амацу, цар юдейський, спровокував його, піднявся Йоаш на Юдею, перемагає Амацу біля Бейт Шемешу і полонить його. Йоаш бере Єрусалим, забирає з нього скарби Храму, скарби царя, полонених і повертається до своєї столиці Шомрон (Самарія). Йоаш згаданий в письменах Адад-Нірарі 3, ассирійського царя. Там сказано, що цар асирійський затвердив коронування «Йоаш самаритянина».